# Osama Abdullah
Osama Hussain Abdullah (11 agosto 1970) è un ex calciatore kuwaitiano, di ruolo difensore.

## Carriera

### Club
Ha sempre giocato nel campionato kuwaitiano.

### Nazionale
Con la maglia della nazionale ha disputato più di 90 presenze e partecipato a due edizioni della Coppa d'Asia.